# تين بيتش 2
تين بيتش 2 فيلم أمريكي كوميدي صدر في سنة 2015 وهو الموسم الثاني من سلسلة أفلام تين بيتش الذي صدر في سة 2013.

## روابط خارجية
- الموقع الرسمي
- تين بيتش 2 على موقع IMDb (الإنجليزية)
- تين بيتش 2 على موقع روتن توميتوز (الإنجليزية)
- تين بيتش 2 على موقع ألو سيني (الفرنسية)
- تين بيتش 2 على موقع فيلمافينيتي (الإسبانية)
- تين بيتش 2 على موقع قاعدة بيانات الفيلم (الإنجليزية)
- تين بيتش 2 على موقع ليتربوكسد (الإنجليزية)
- تين بيتش 2 على موقع كينوبويسك (الروسية)